# Brake
Brake – miasto powiatowe w Niemczech, w kraju związkowym Dolna Saksonia, siedziba powiatu Wesermarsch.

## Geografia
Miasto Brake położone jest nad rzeką Wezerą.

## Współpraca
- Zwiesel, Bawaria